# یوهان فن هل
یوهان فن هل (هلندی: Johan van Hell; ۲۸ فوریهٔ ۱۸۸۹ – ۳۱ دسامبر ۱۹۵۲) نقاش، گرافیست و موسیقی‌دان اهل هلند بود.
از افتخارات وی میتوان به کسب مدال برنز نقاشی در بخش مسابقات هنری بازی‌های المپیک تابستانی ۱۹۲۴ اشاره کرد.